# イリア・スラマニゼ
イリア・スラマニゼ（Ilia Sulamanidze　2001年6月18日- ）はジョージア出身の柔道選手。階級は100kg級。

## 経歴
2018年のユースオリンピック100㎏級で2位となった。2019年のヨーロッパジュニアで優勝するも、世界ジュニアでは決勝で神垣和他に合技で敗れて2位だった。2020年のヨーロッパジュニアでは2連覇した。2021年のグランドスラム・トビリシでは2位だった。世界選手権では準々決勝で世界チャンピオンであるポルトガルのジョルジ・フォンセカに敗れるも、その後の敗者復活戦を勝ち上がって3位になった。世界ジュニアとU23ヨーロッパ選手権では優勝を飾った。2022年のグランドスラム・テルアビブとヨーロッパ選手権でも優勝した。さらにワールドマスターズで優勝した。2023年に地元で開催されたグランドスラム・トビリシでは優勝した。2024年のパリオリンピックでは準々決勝でウルフ・アロンを技ありで破るなどして決勝まで進むと、アゼルバイジャンのゼリム・コツォイエフと対戦して技ありを先取しながら終了間際にかけ逃げで反則負けを喫して銀メダルにとどまった。
IJF世界ランキングは2026ポイント獲得で1位(25/4/21現在)。

## 主な戦績
- 2017年 - ヨーロッパカデ　個人戦　5位　団体戦　優勝(81㎏級)
- 2018年 - ヨーロッパカデ　3位(90㎏級)
- 2018年 - ユースオリンピック　2位
- 2019年 - ヨーロッパジュニア　優勝
- 2019年 - 世界ジュニア　2位
- 2020年 - ヨーロッパジュニア　優勝
- 2021年 - グランドスラム・テルアビブ　3位
- 2021年 - グランドスラム・トビリシ　2位
- 2021年 - ヨーロッパ選手権　5位
- 2021年 - 世界選手権　3位
- 2020年 - ヨーロッパジュニア　3位
- 2021年 - U23ヨーロッパ選手権　優勝
- 2022年 -　グランドスラム・テルアビブ　優勝
- 2022年 -　ヨーロッパ選手権　優勝
- 2022年 -　グランドスラム・トビリシ 5位
- 2022年 -　グランプリ・ザグレブ 2位
- 2022年 -　ワールドマスターズ 優勝
- 2023年 -　グランプリ・アルマダ　優勝
- 2023年 -　グランドスラム・トビリシ　優勝
- 2023年 -　世界選手権　5位
- 2023年 -　ワールドマスターズ　3位
- 2023年 -　グランドスラム・バクー　優勝
- 2023年 - 　ヨーロッパ選手権　2位
- 2024年 -　グランドスラム・バクー　優勝
- 2024年 - 　ヨーロッパ選手権　2位
- 2024年 - パリオリンピック　2位
- 2025年 - ヨーロッパ選手権　優勝

(出典、JudoInside.com)